# Serpent (encryptiealgoritme)
Serpent is een symmetrische blokvercijfering.  Het algoritme werd ontworpen door Ross Anderson (Universiteit van Cambridge), Eli Biham (Technion) en Lars Knudsen (Universiteit van Bergen). Serpent was een van de vijf kandidaten voor AES. Het snellere algoritme Rijndael won echter en Serpent werd tweede. Het Serpent versleutelingsalgoritme is publiek domein en niet gepatenteerd.

## Geschiedenis
Bij het ontwerpen van Serpent werd vooral gefocust op veiligheid en minder op snelheid van het algoritme. Zo werd het algoritme in 1998 al veilig geacht vanaf 16 rondes. De rekenkracht van computers neemt echter enkel toe, dus om ook in de toekomst veiligheid te kunnen garanderen, werd besloten 32 rondes te gebruiken. Ondanks deze strenge veiligheidseisen is het algoritme toch ongeveer twee keer sneller dan DES.